# Радослав Нестерович
Радослав «Рашо» Нестерович (словен. Radoslav "Rasho" Nesterović, нар. 30 травня 1976, Любляна, Соціалістична Федеративна Республіка Югославія) — словенський професіональний баскетболіст, що грав на позиції центрового за низку команд НБА. Чемпіон НБА.

## Ігрова кар'єра
Професійну кар'єру розпочав 1992 року виступами у складі сербської команди «Партизан», за яку відіграв один сезон.
З початком війни в Югославії перебрався до Греції, де почав виступи за клуб ПАОК. Там прийняв грецьке громадянство, щоб уникнути обмежень з боку Європейського Союзу. Отримуючи новий паспорт, прийняв місцеве ім'я і став Радославом Макрісом. Згодом виступав за «Олімпію» (Любляна) та «Кіндер» (Болонья). За цей час ставав чемпіоном Євроліги, чемпіоном Італії, володарем Кубка Італії та двічі чемпіоном Словенії.
1998 року був обраний у першому раунді драфту НБА під загальним 17-м номером командою «Міннесота Тімбервулвз». Кар'єру в НБА розпочав 1999 року виступами за тих же «Міннесота Тімбервулвз», захищав кольори команди з Міннесоти протягом наступних 4 сезонів.
З 2003 по 2006 рік грав у складі «Сан-Антоніо Сперс». 2005 року став чемпіоном НБА.
2006 року перейшов до «Торонто Репторз», у складі якої провів наступні 2 сезони своєї кар'єри.
Наступною командою в кар'єрі гравця була «Індіана Пейсерз», за яку він відіграв один сезон.
З 2009 по 2010 рік знову грав у складі «Торонто Репторз».
Останньою ж командою в кар'єрі гравця стала «Олімпіакос» з Греції, до складу якої він приєднався 2010 року і за яку відіграв один сезон.

## Виступи за збірну
Нестерович був капітаном національної збірної Словенії до завершення своєї міжнародної кар'єри в 2008 році. На Євробаскеті 2005 допоміг команді зайняти шосту сходинку на турнірі.

## Післяігрова кар'єра
2014 року став генеральним секретарем Федерації баскетболу Словенії. 2015 року був вибраний членом комісії гравців ФІБА.

## Особисте життя
Нестерович має сестру та п'ятеро дітей. Він також є хрещеним батьком Луки Дончича. Володіє сербською, словенською, італійською, грецькою та англійською мовами.

## Статистика виступів в НБА
| † | Позначає сезон, в якому Радослав Нестерович ставав чемпіоном НБА |

### Регулярний сезон
| Сезон             | Команда                 | GP  | GS  | MPG  | FG%  | 3P%  | FT%   | RPG | APG | SPG | BPG | PPG  |
| ----------------- | ----------------------- | --- | --- | ---- | ---- | ---- | ----- | --- | --- | --- | --- | ---- |
| 1998–99           | «Міннесота Тімбервулвз» | 2   | 0   | 15.0 | .250 | .000 | 1.000 | 4.0 | .5  | .0  | .0  | 4.0  |
| 1999–00           | «Міннесота Тімбервулвз» | 82  | 55  | 21.0 | .476 | .000 | .573  | 4.6 | 1.1 | .3  | 1.0 | 5.7  |
| 2000–01           | «Міннесота Тімбервулвз» | 73  | 39  | 16.9 | .461 | .000 | .523  | 3.9 | .6  | .3  | .9  | 4.5  |
| 2001–02           | «Міннесота Тімбервулвз» | 82  | 82  | 27.0 | .493 | .000 | .549  | 6.5 | .9  | .5  | 1.3 | 8.4  |
| 2002–03           | «Міннесота Тімбервулвз» | 77  | 77  | 30.4 | .525 | .000 | .642  | 6.5 | 1.5 | .5  | 1.5 | 11.2 |
| 2003–04           | «Сан-Антоніо Сперс»     | 82  | 82  | 28.7 | .469 | .000 | .474  | 7.7 | 1.4 | .6  | 2.0 | 8.7  |
| 2004–05†          | «Сан-Антоніо Сперс»     | 70  | 70  | 25.5 | .460 | .000 | .467  | 6.6 | 1.0 | .4  | 1.7 | 5.9  |
| 2005–06           | «Сан-Антоніо Сперс»     | 80  | 51  | 18.9 | .515 | .000 | .600  | 3.9 | .4  | .3  | 1.1 | 4.5  |
| 2006–07           | «Торонто Репторз»       | 80  | 73  | 21.0 | .546 | .000 | .680  | 4.5 | .9  | .5  | 1.1 | 6.2  |
| 2007–08           | «Торонто Репторз»       | 71  | 39  | 20.9 | .550 | .333 | .755  | 4.8 | 1.2 | .3  | .7  | 7.8  |
| 2008–09           | «Індіана Пейсерз»       | 70  | 19  | 17.3 | .513 | .000 | .781  | 3.4 | 1.6 | .4  | .5  | 6.8  |
| 2009–10           | «Торонто Репторз»       | 42  | 8   | 9.8  | .544 | .000 | .200  | 2.1 | .6  | .2  | .4  | 3.9  |
| Усього за кар'єру | Усього за кар'єру       | 811 | 595 | 22.2 | .502 | .077 | .585  | 5.1 | 1.0 | .4  | 1.2 | 6.8  |

### Плей-оф
| Сезон             | Команда                 | GP | GS | MPG  | FG%  | 3P%   | FT%   | RPG | APG | SPG | BPG | PPG  |
| ----------------- | ----------------------- | -- | -- | ---- | ---- | ----- | ----- | --- | --- | --- | --- | ---- |
| 1999              | «Міннесота Тімбервулвз» | 3  | 0  | 9.7  | .500 | .000  | .000  | 2.3 | 1.0 | .0  | .0  | 2.7  |
| 2000              | «Міннесота Тімбервулвз» | 4  | 4  | 31.5 | .440 | .000  | .500  | 3.3 | 1.5 | .8  | 1.8 | 6.3  |
| 2001              | «Міннесота Тімбервулвз» | 4  | 2  | 12.3 | .385 | .000  | .000  | 3.0 | .8  | .3  | .8  | 2.5  |
| 2002              | «Міннесота Тімбервулвз» | 3  | 3  | 30.7 | .484 | .000  | .444  | 6.7 | 1.0 | .3  | .0  | 11.3 |
| 2003              | «Міннесота Тімбервулвз» | 6  | 6  | 28.2 | .500 | .000  | .667  | 5.0 | .7  | .2  | .7  | 7.0  |
| 2004              | «Сан-Антоніо Сперс»     | 10 | 10 | 26.1 | .433 | .000  | .167  | 5.5 | 1.0 | .3  | 1.1 | 5.9  |
| 2005†             | «Сан-Антоніо Сперс»     | 15 | 0  | 7.6  | .417 | .000  | .000  | 1.7 | .1  | .1  | .3  | .7   |
| 2006              | «Сан-Антоніо Сперс»     | 9  | 1  | 12.7 | .579 | 1.000 | 1.000 | 3.3 | .1  | .2  | .6  | 2.8  |
| 2007              | «Торонто Репторз»       | 5  | 4  | 14.2 | .467 | .000  | 1.000 | 4.6 | .6  | .0  | .4  | 3.4  |
| 2008              | «Торонто Репторз»       | 5  | 2  | 15.4 | .500 | .000  | .500  | 2.6 | .6  | .2  | .4  | 4.6  |
| Усього за кар'єру | Усього за кар'єру       | 64 | 32 | 17.2 | .468 | .500  | .500  | 3.6 | .6  | .2  | .6  | 4.0  |